# ماریون بی، استرالیای جنوبی
ماریون بی (به انگلیسی: Marion Bay) یک شهرک در استرالیا است که در شورای شبه جزیره یورک واقع شده‌است.